# کینگزبری اپیسکوپی
کینگزبری اپیسکوپی (به انگلیسی: Kingsbury Episcopi) یک روستا و محله مدنی در بریتانیا است که در سامرست جنوبی واقع شده‌است. کینگزبری اپیسکوپی ۱٬۳۰۷ نفر جمعیت دارد.